# Paraulopus longianalis
Paraulopus longianalis är en fiskart som beskrevs av Sato, Gomon och Tetsuji Nakabo 2010. Paraulopus longianalis ingår i släktet Paraulopus och familjen Paraulopidae. Inga underarter finns listade i Catalogue of Life.